# العلاقات الإماراتية الكورية الشمالية
العلاقات الإماراتية الكورية الشمالية هي العلاقات الثنائية التي تجمع بين الإمارات العربية المتحدة وكوريا الشمالية.

## مقارنة بين البلدين
هذه مقارنة عامة ومرجعية للدولتين:
| وجه المقارنة                                              | الإمارات العربية المتحدة | كوريا الشمالية                        |
| --------------------------------------------------------- | ------------------------ | ------------------------------------- |
| المساحة (كم2)                                             | 83.60 ألف                | 120.54 ألف                            |
| عدد السكان (نسمة)                                         | 9.40 مليون               | 25.49 مليون                           |
| الكثافة السكانية (ن./كم²)                                 | 112.44                   | 211.47                                |
| العاصمة                                                   | أبو ظبي                  | بيونغيانغ                             |
| اللغة الرسمية                                             | اللغة العربية            | لغة كوريا الشمالية القياسية ‏          |
| العملة                                                    | درهم إماراتي             | وون كوري شمالي                        |
| الناتج المحلي الإجمالي (بليون دولار)                      | 382.58 مليار             |                                       |
| الناتج المحلي الإجمالي (تعادل القوة الشرائية) بليون دولار | 640.72 مليار             |                                       |
| الناتج المحلي الإجمالي الاسمي للفرد دولار أمريكي          | 40.44 ألف                |                                       |
| الناتج المحلي الإجمالي للفرد دولار أمريكي                 | 67.67 ألف                |                                       |
| مؤشر التنمية البشرية                                      | 0.835                    |                                       |
| رمز المكالمات الدولي                                      | +971                     | +850                                  |
| رمز الإنترنت                                              | .ae، .امارات             | .kp                                   |
| المنطقة الزمنية                                           | ت ع م+04:00              | ت ع م+08:30، ت ع م+08:30، ت ع م+09:00 |

## منظمات دولية مشتركة
يشترك البلدان في عضوية مجموعة من المنظمات الدولية، منها:
| علم المنظمة | اسم المنظمة                   | تاريخ انضمام الإمارات العربية المتحدة | تاريخ انضمام كوريا الشمالية |
| ----------- | ----------------------------- | ------------------------------------- | --------------------------- |
|             | يونسكو                        | 20 أبريل 1972                         | 18 أكتوبر 1974              |
|             | الاتحاد الدولي للاتصالات      | 27 يونيو 1972                         | ?                           |
|             | الاتحاد البريدي العالمي       | ?                                     | ?                           |
|             | الأمم المتحدة                 | 9 ديسمبر 1971                         | 17 سبتمبر 1991              |
|             | المنظمة الهيدروغرافية الدولية | ?                                     | ?                           |

## وصلات خارجية
- موقع وزارة الخارجية الإماراتية
- موقع وزارة الخارجية الكورية الشمالية